# فيليب كينغ (نحات)
فيليب كينغ (بالإنجليزية: Phillip King)‏ هو نحات بريطاني، ولد في 1 مايو 1934 في مدينة تونس في تونس.